# Sự e thẹn của vòm lá

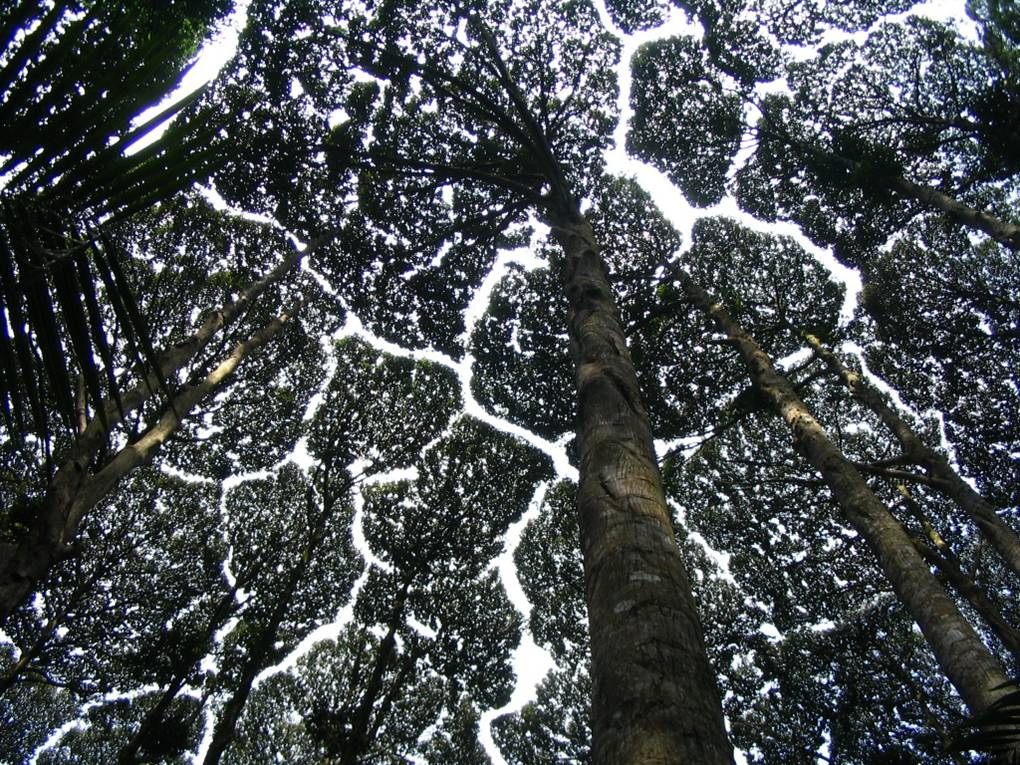
Tán lá của Dryobalanops aromatica ở Viện nghiên cứu Rừng Malaysia thể hiện sự e thẹn của vòm lá

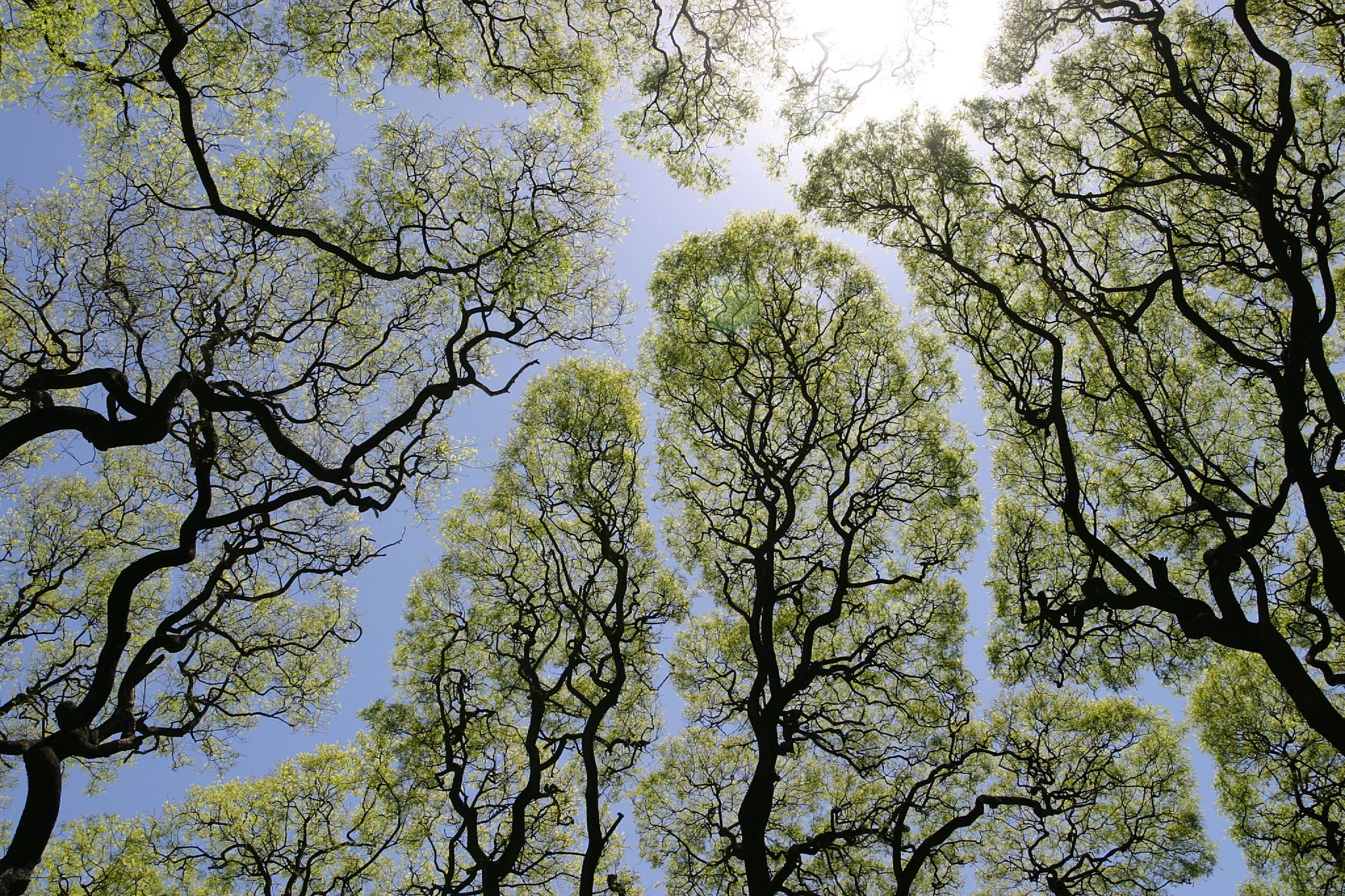
Các cây tại Plaza San Martín (Buenos Aires), Argentina

Sự e thẹn của vòm lá (tiếng Anh: crown shyness n.đ. "tán lá xấu hổ", canopy disengagement n.đ. "vòm vô tương tác", canopy shyness n.đ. "vòm xấu hổ", hay intercrown spacing n.đ. "cách nhau giữa tán") là một hiện tượng ở một số loài cây khi những tán lá ở các ngọn cây trưởng thành không chạm vào nhau, hình thành các khoảng trống ở giữa. Hiện tượng này xảy ra phổ biến nhất giữa các cây cùng loài, tuy nhiên cũng xảy ra ở các cây khác loài. Có nhiều giả thuyết đặt ra để giải thích hiện tượng này như là một hành vi thích ứng (adaptive behavior), và nghiên cứu cho thấy có thể là do các cây muốn hạn chế sự lây lan ấu trùng côn trùng ăn lá.

## Các giải thích sinh lý có thể có về hiện tượng
Giới khoa học hiện chưa chắc chắn về cơ sở sinh lý chính xác để giải thích cho sự e thẹn của vòm lá, mặc dù hiện tượng này đã được thảo luận từ thập niên 20. Sự đa dạng của các kết quả thực nghiệm và cả các giải thuyết đưa ra có thể gợi ý rằng có đa cơ chế giữa các loài khác nhau, một ví dụ của tiến hóa hội tụ.
Một số giả thuyết tranh luận rằng sự xen kẽ giữa các tán lá dẫn đến "sự cắt tỉa tương hỗ" của các cây gần kề. Các cây ở các khu vực có gió sẽ chịu đựng thiệt hại vật lý khi chúng va chạm với nhau trong gió. Kết quả của sự mài mòn và va chạm đó gây ra hiện tượng sự e thẹn của vòm lá. Các nghiên cứu chỉ ra rằng sự phát triển của nhánh bên phần lớn không bị ảnh hưởng bởi các nhánh bên hàng xóm cho đến khi bị cọ xát gây ra sự mài mòn cơ học. Khi can thiệp nhân tạo để ngăn cản các tán lá va chạm nhau trong gió thì các chúng sẽ dần dần phát triển và lấp đầy các khoảng trống ở giữa chúng. Điều này giải thích cho các ví dụ về sự ẹ thẹn của vòm lá giữa các cành cây của cùng một loài cây. Những người ủng hộ viện chứng rằng tính nhút nhát đặc biệt được quan sát ở các điều kiện có lợi cho việc cắt tỉa này, bao gồm các khu rừng có gió, chỗ đứng của các cây linh hoạt (mềm dẻo như cây liễu) và các khu rừng mới mọc chứa nhánh cây linh hoạt và hạn chế ở chuyển động bên. Theo cách giải thích này, tính linh hoạt thay đổi ở các nhánh bên có ảnh hưởng lớn đến mức độ của hiện tượng này.
Tương tự, một số nghiên cứu gợi ý rằng sự mài mòn thường xuyên ở các nút sinh trưởng (chỗ để phát triển chồi mầm) làm phá vỡ mạch mô khiến cây không thể tiếp tục phát triển bên (theo chiều ngang). Nhà kiểm lâm người Úc M.R. Jacobs đã nghiên cứu các mẫu hình nhút nhát ở loài bạch đàn vào năm 1955, tin rằng các ngọn mầm của cây nhạy cảm với sự mài mòn, dẫn đến các khoảng trống của tán.  Miguel Franco (1986) đã quan sát thấy rằng các cành của hai loài,  Picea sitchensis  (Sitka spruce) và  Larix kaempferi  (cây thông Nhật Bản) bị tổn thương vật lý do sự mài mòn gây ra, kết quả là làm chết các ngọn chồi non.

## Các loài cây
Các loài cây có vòm lá "e thẹn" bao gồm:
- Các loài Dryobalanops, bao gồm Dryobalanops lanceolata[17] và Dryobalanops aromatica (kapur)
- Một số loài thuộc Eucalypt[18]
- Pinus contorta hay pinus contorta[2]
- Avicennia germinans[4]
- Chân chim pittieri[7][13]
- Clusia alata[7][13]
- K. Paijmans quan sát thấy sự ẹ thẹn vòm lá trong một nhóm nhiều loài cây, bao gồm Celtis spinosa và Pterocymbium beccarii[8]